# 田假
田 假（でん か、? - 紀元前205年）は、秦末期及び楚漢戦争時代の斉の国王。戦国時代の斉最後の王である田建の弟。『史記』「田儋列伝」に記述がある。斉王に擁立された後に田栄に追放され、田栄の死後、再び斉王となったが田横に敗れた。

## 生涯
二世2年（紀元前208年）6月、斉の地を制圧して斉王を名乗っていた田儋は魏の援軍に赴いたが、秦の章邯に大敗して臨済において戦死した。田儋の従弟の田栄は田儋の残兵を集めて、東阿に逃走する。
同年7年、斉の人々は斉王の田儋が死んだと聞き、戦国時代の斉における最後の王となった田建の弟である田假を斉王に擁立する。また、田角が斉の相となり、田閒（田角の弟）が斉の将軍になり、諸侯に抵抗した。田閒は趙に援軍を求めて、趙に使者となって赴く。東阿において田栄が章邯に包囲されたが、楚を率いる項梁が援軍を派遣して、章邯の軍を破ったため、田栄は救出された。田栄は斉において田假が王に擁立されたと聞いて怒り、兵を率いて戻って、田假を攻撃して追放した。田假は楚に逃げ、田角は田閒のいる趙に逃走した。田閒はこのことを聞き、斉に戻らず、趙に留まった。
同年8月、田栄は田儋の子の田巿を擁立して王とし、斉の地を平定した。
同年9月、項梁は章邯と戦うにあたって、趙と斉に援軍を求めた。しかし、田栄は楚が田假を殺し、趙が田角と田閒を殺すことが援軍を出す条件であると告げる。楚の懐王（後の義帝）は、「田假は親しかった国の王である。窮して私のもとに来たのだ。殺すのは不義である」と答える。項梁もまた同じ意思であり、田假を殺すのは忍び難いと答えて、（田栄の出した条件を）断わる。趙でも田角と田閒は殺されなかった。斉からは重ねて実行を求められたが、楚と趙はまた断った。そのため、斉から項梁への援軍は行われることはなく、項梁は章邯と戦い戦死する。
高祖元年（紀元前206年）12月、項羽が秦を滅ぼす。項羽は斉を3つの国に分けた上で3人の王（田巿・田都・田安）を封じ、叔父の項梁に援軍を送らなかった田栄は王に封じられず、田假もまた王に封じられなかった。
同年5月、田栄は決起して、斉王に封じられた田都を討つ。6月、田栄は膠東王に封じられた田巿を殺した。さらに、7月には、田栄は済北王に封じられた田安を攻撃して殺してしまう。8月には、田栄は、三つに分かれた三斉の地 を統一し、斉王を名乗る。
高祖二年（紀元前205年）10月、項羽は楚の義帝を殺害する。
同年12月、項羽は斉を討伐し、田栄は平原に逃れて、そこで殺される。
同年2月、田假は項羽によって斉王に立てられる。
同年3月、項羽が斉の城を焼き払い、通過した土地を破壊したため、斉では強い抵抗が起き、田栄の弟である田横が兵を集めていた。田假と楚の軍は、城陽において田横に敗北し、田假は楚に逃走した。田假は楚において、殺害された。
同年4月、劉邦が、項羽の都である彭城を攻め落としたため、項羽は引き返して劉邦と戦うことになった。田横は斉の城を取り戻し、田栄の子である田広を擁立した。
田閒は、後に田広に仕えた。高祖三年（紀元前204年）頃には、20万の兵を率いて、歴城において駐屯していると言われていた。